# Daniel 10
Daniel 10 este al zecelea capitol al Cărții lui Daniel din Vechiul Testament. Capitolele 10, 11 și 12 din Cartea lui Daniel alcătuiesc viziunea finală a lui Daniel, care descrie o serie de conflicte între nenumitul „Rege al Nordului” și „Regele Sudului” care au loc în „vremurile de apoi”, când Israelul va fi îndreptățit și morții vor învia, unii la viață veșnică și alții la rușine și disprețul veșnic.

## Versetul 14
Acum vin să-ți fac cunoscut ce are să se întâmple poporului tău în vremurile de apoi, căci vedenia este cu privire tot la acele vremuri îndepărtate.